# Punt (wiskunde)
In de meetkunde, de topologie en andere, gerelateerde, takken van de wiskunde duidt een punt een specifieke positie binnen een ruimte aan. Een punt heeft geen afmetingen, dus geen lengte, oppervlakte of volume. Een punt is bijgevolg een nuldimensionaal object, een wiskundig object zonder dimensie. Het begrip punt is een meetkundig basisbegrip en wordt, behalve in de meetkunde, ook veel gebruikt in bijvoorbeeld de natuurkunde en in vectorafbeeldingen.

## Punten in de euclidische meetkunde

Punten in het platte vlak

Binnen het raamwerk van de euclidische meetkunde is een punt een elementair object, een basisbegrip. Euclides, een wiskundige uit de klassieke oudheid, definieerde een punt als: dat wat geen delen heeft. Deze definitie sluit aan op het moderne, intuïtieve begrip van een punt als een object zonder dimensie.
In de tweedimensionale euclidische ruimte wordt een punt door een geordend paar getallen {\displaystyle (x,y)} weergegeven, waarin {\displaystyle x} en {\displaystyle y} de coördinaten voorstellen ten opzichte van de x- en de y-as. In drie dimensies wordt een punt aangegeven door een geordend drietal {\displaystyle (x,y,z)}. Bij meer dan drie dimensies wordt een punt aangegeven door geordende tupels van {\displaystyle n} coördinaten, {\displaystyle (a_{1},a_{2},\ldots ,a_{n}),} waar {\displaystyle n} staat voor de dimensie van de ruimte waar het punt zich in bevindt.
Veel constructies in de euclidische meetkunde bestaan uit een oneindig aantal punten die aan zekere axioma's voldoen. Een gegeven meetkundige figuur wordt weergegeven door een wiskundig nader gedefinieerde verzameling punten. Een lijn {\displaystyle l} bijvoorbeeld is een oneindige verzameling punten van de vorm
{\displaystyle l=\{(a_{1},a_{2},\ldots ,a_{n})\mid a_{1}c_{1}+a_{2}c_{2}+\ldots +a_{n}c_{n}=d\}},
waarin de coëfficiënten {\displaystyle (c_{1},c_{2},\ldots ,c_{n})} en het getal {\displaystyle d} constanten zijn en {\displaystyle n} de dimensie van de ruimte voorstelt.
Voor gelijksoortige constructies als lijnstukken, vlakken, schijven bestaan vergelijkbare definities.

## Overige
- De grafentheorie gebruikt punten als element van een van de twee verzamelingen die een graaf beschrijven, namelijk de knopen.  De andere verzameling zijn de zijden.
- In de topologie noemt men elk element van de drager van de topologische ruimte een punt.
- In de differentiaalmeetkunde en de differentiaaltopologie zijn punten de elementen van een variëteit.